# Danny Nightingale
Robert Daniel „Danny“ Nightingale (* 21. Mai 1954 in Redruth) ist ein ehemaliger britischer Pentathlet.

## Karriere
Nightingale war zweimal Teil der britischen Mannschaft bei Olympischen Spielen. Bei seiner ersten Teilnahme 1976 in Montreal erreichte er im Einzelwettbewerb den zehnten Platz. Mit der Mannschaft, zu der neben Nightingale noch Jeremy Fox und Adrian Parker gehörten, wurde er Olympiasieger. Weniger erfolgreich verliefen die Spiele 1980 in Moskau. Er kam im Einzel nicht über den 15. Platz hinaus, in der Mannschaftswertung reichte es nur zum achten Platz.
Während seiner ersten Olympiateilnahme studierte er Maschinenbau an der University of Sussex. Zwischen 1976 und 1978 gewann er dreimal in Folge die britische Meisterschaft, 1979 gewann er als erster Sportler der westlichen Welt in seiner Sportart die Spartakiade. Nach seiner Karriere als aktiver Sportler war er als Verbandsfunktionär im Modernen Fünfkampf tätig.